# 日冕仪

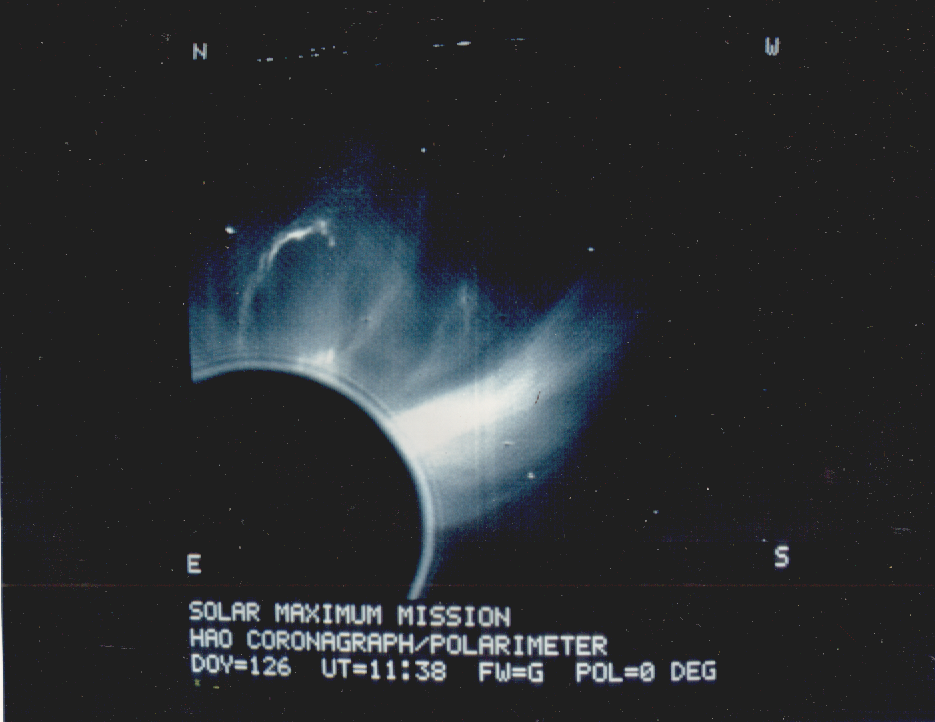
日冕儀觀測太陽影像

日冕儀（Coronagraph）是法国默东天文台的天文学家貝爾納·費迪南·李奧在1930年發明的一種觀測裝置，主要用來研究太陽的日冕和日珥的形態及光譜變化。
李奧的構想靈感源由於日全蝕：因為太陽本身太亮，一般情况下很難觀測到相對較暗（與太陽相比約是一百萬分之一亮度）的日冕部分；但在日全蝕发生时，月亮擋住了太陽圓盤大部份的面積，使得周圍黯淡的日冕及色球層可以顯現出來，此时可以進行觀測。最初日冕儀的構想，是让檔板起到日全食中月亮的作用，遮挡太陽光，以便觀測太陽周圍的日冕等區域。
但是實際上，要做一個日冕儀是非常困難的：天空會呈現藍色的原因，是太陽光中藍色的波段發生嚴重的瑞利散射，使得天空整片都變亮；相似的，如果擋掉中間的太陽光，射到別處的太陽光仍然會散射到望遠鏡裡面，這樣子就算把太陽盤面擋住了，望遠鏡還是一樣亮，根本無法觀測日冕。因此，为了提高日冕儀的效果，應在大氣散射程度小的地方，例如高山或外太空（例如SOHO衛星）进行观测。

## 進階應用
日冕儀早期主要用于觀測太陽，但现在被廣泛的运用在尋找系外行星上。只要把恆星的光遮掉，结合精良的儀器，就可以觀測到恆星拥有的黯淡行星，便于發現更多的系外行星。這種「星際日冕儀」和太陽日冕儀雖然概念相似，但主要的設計截然不同：太陽視直徑約有1900角秒，但是在太陽系附近的恆星典型的視直徑卻是0.0005－0.002角秒。如此小的角度使得在設計上必須與自適應光學搭配以達到較佳的角解析度。雖然以此方法觀測到的系外行星以類木行星，尤其是熱木星居多，但是目前（2010）NASA主持的TPF計畫（類地行星發現者）在此方面的進展迅速，可以做到用小型望遠鏡直接觀測系外行星（如HR 8799）。